# Mount Basurto
Mount Basurto är ett berg i Antarktis. Det ligger i Östantarktis. Nya Zeeland gör anspråk på området. Toppen på Mount Basurto är 2 023 meter över havet.
Terrängen runt Mount Basurto är varierad. Trakten är obefolkad. Det finns inga samhällen i närheten. 